# Биоэлектрогенез

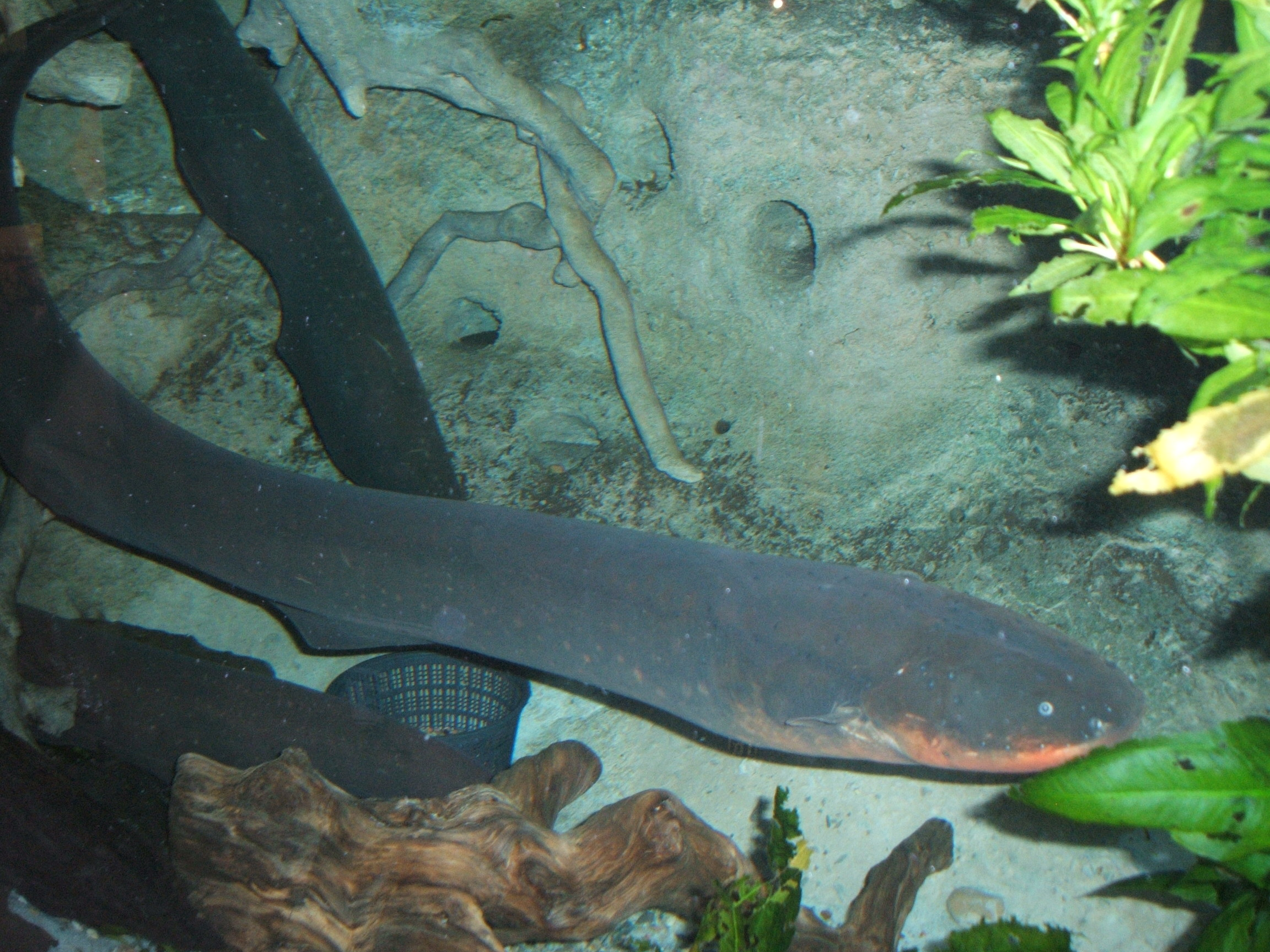
Электрический угорь

Биоэлектрогенез — это процесс генерации электроэнергии живыми организмами. Биоэлектрические процессы играют регуляторную, энергетическую, информационную и другие роли в функционировании живых систем. Одним из таких процессов является нервный импульс.
Примером биоэлектрогенеза является электрогенерирующая способность некоторых водных существ (электрический угорь, электрический сом, чёрная ножетелка). Обычно такие существа, кроме генерации энергии часто обладают также электровосприимчивыми способностями. Электрогенез используется ими для электролокации, самозащиты, электросвязи или оглушения добычи.
Процессы биоэлектрогенеза связаны с наличием в клетках мембранных структур. Биоэлектрические потенциалы на плазматической мембране подразделяются на стационарные и потенциалы возбуждения.

## Cм. также
- Электрофизиология
- Магнитобиология
- Электричество
- Электрические рыбы